# ブーランジェ将軍事件

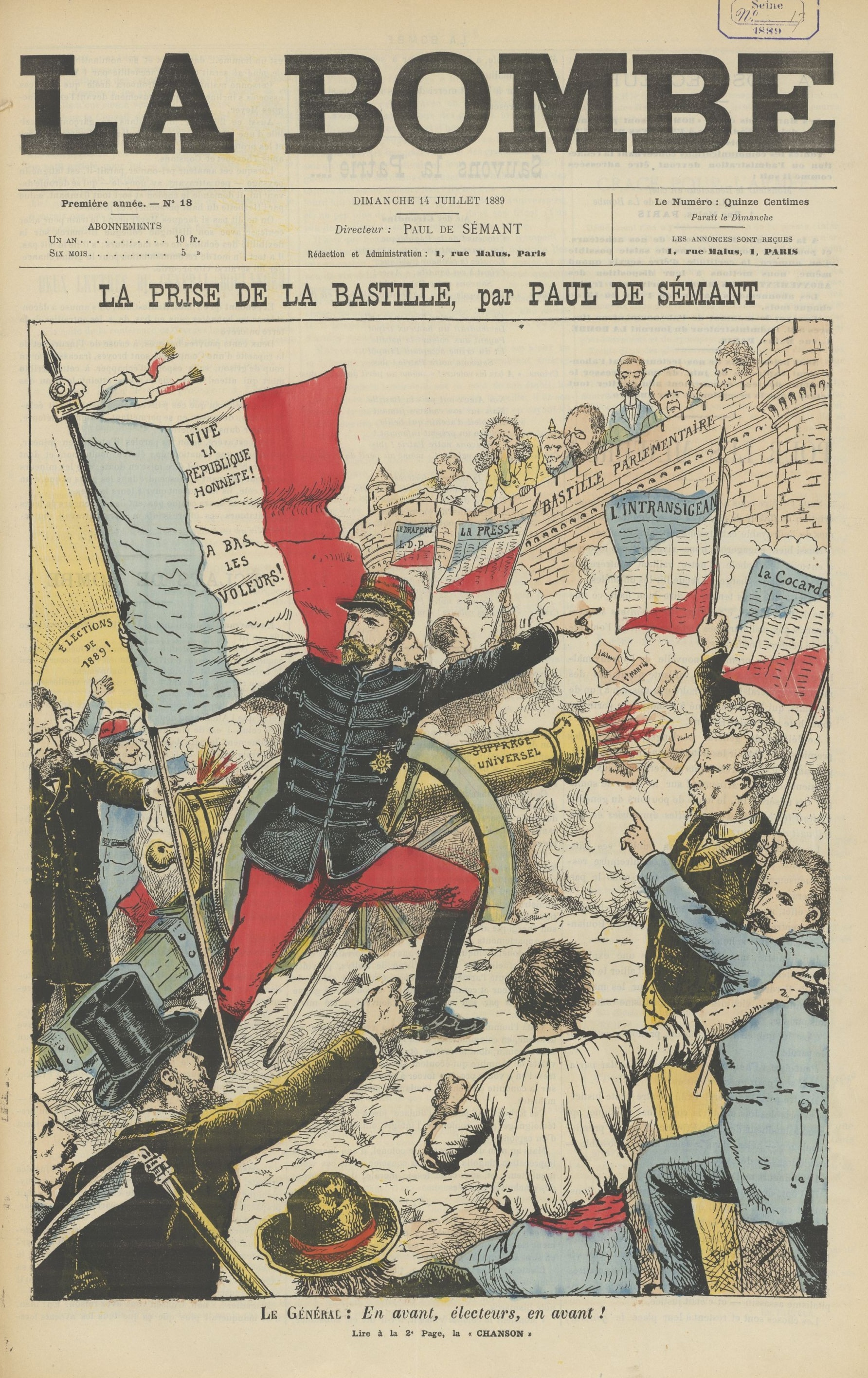
ブーランジェ運動の高揚を描いた風刺画

ブーランジェ将軍事件（ブーランジェしょうぐんじけん）とは、第三共和政治下のフランスで1886年から1889年にかけて起こった、反議会主義的・反共和主義的政治運動である。ブーランジェ事件、ブーランジェ運動、またはブーランジスムとも呼ばれる。

## 事件直前のフランスの情勢
普仏戦争の敗北によって課せられた賠償金及び一大鉱業地帯であるアルザス＝ロレーヌ地方の喪失のために、フランスの国民感情はドイツに対する敵愾心が高まっていく傾向にあった。また、1882年に起こった金融恐慌のために、それまで上昇傾向であった景気が低迷し、工業生産はアメリカ・ドイツに抜かれて世界第4位に転落する有様であった。また、帝国主義による植民地支配は拡大し、外債によって対外投資が増大するという問題点もあったことに加えて、ドイツでは時の宰相であるビスマルクがフランスを孤立させる外交方針を展開していた（ビスマルク体制を参照）ことから、対独ナショナリズムの高揚と強い政府を求める声が主張されていた。
しかしながら当時の多党連立政権は明確な対策を打ち出すことができず、与党に対抗すべき社会主義政党も離合集散を繰り返しており広範の支持を得ることはできていない状況であった。一方王党派はブルボン朝支持派とオルレアン朝支持派の間に対立があり、こちらもまとまりを欠いていた。

## ブーランジェ将軍の登場
1886年1月、シャルル・ド・フレシネ内閣の陸軍大臣としてジョルジュ・ブーランジェが登用される。
ブーランジェは時勢が共和派に有利となっていると判断し、彼らに迎合するかたちで兵制の民主的改革や王族の軍隊からの排除を行った。また、ドゥカズビル(fr:Decazeville)炭鉱における争議に対して軍隊の出動を求められた際には坑夫に同情的な態度を装い、議会において共和制護持の演説を展開し、共和主義者、特に急進派からの支持を大きく受け、「共和的将軍」としての名が高くなった。

## 復讐将軍
1886年12月には内閣がルネ・ゴブレ(René Goblet)に交代したが、ブーランジェは陸相に留まった。1887年4月20日、ドイツ国境においてフランスの一警察官がスパイ容疑で逮捕されるというシュネブレ事件が起き、独仏国境における緊張が高まった。ブーランジェは対独強硬論を主張し、ビスマルクをして独仏の友好にとって最大の危険人物と言わしめた。これによりブーランジェは対独を含めた排外的国民的感情を掌握し、「復讐将軍」「ビスマルクを尻込みさせた男」として人気を博し、右翼側からも広く受け入れられることとなった。

## 更迭と予備役編入以後
1887年5月、内閣がモーリス・ルーヴィエ(Maurice Rouvier)に交代すると、ブーランジェの異常な人気を背景にした武断政治化に恐れをなした政府は、彼をクレルモン＝フェランの軍団司令官に任命し、パリから遠ざけようと試みた。パリの民衆はこの処置に不満を抱きデモが繰り返され、7月8日の出発の際にはリヨン駅に1万人を超える群集が集まったほどである。
その直後、大統領ジュール・グレヴィの女婿ヴィルソン(fr:Daniel Wilson)によるレジオンドヌール勲章売勲スキャンダル(fr:Scandale des décorations)が発覚。ルーヴィエ内閣は総辞職、グレヴィ自身も辞職せざるを得なくなった。これにより政府の権威は失墜し、これに反比例するように、ブーランジェに対する期待感が大きくなっていった。

## 王党派への接近
この情勢を見て取ったブーランジェは、ひそかに王党派やボナパルティストの指導者たちと会合を行い、反共和主義勢力とよしみを結ぶようになった。王党派は王政復古を、ボナパルト派はブーランジェのカリスマ性に帝政復活を期待していた事情があった。
彼が予備役に編入されて被選挙権を得ると、彼の周囲には「国民委員会」と自称する組織があらわれ、下院の補欠選挙が行われる度にブーランジェを候補者として推したてるようになった。

## 選挙での圧勝・クーデター未発
1888年4月には二つの県で、8月には三つの県で補欠選挙に立候補し、そのいずれにも当選を果たした。これは選挙法の不備につけこんだ行為であったが、少なくとも違法ではなかったため政府はなすすべがなかった。ブーランジェは「議会解散、立憲議会、憲法改正」の三つのスローガンを掲げ、1889年1月27日にセーヌ県で行われた選挙に出馬、共和各派統一戦線の候補者に八万票の大差で圧勝した際には5万の群集が集まり、彼にクーデターの実行を指嗾するまでになった。
ブーランジェ派の指導者たちは、当選決定の1月22日夜にブーランジェをエリゼ宮殿まで行進させ、示威行動とともに独裁権を奪取する計画を練っていた。が、肝心のブーランジェ本人が実行をためらったため計画は瓦解し、大衆の支持は急速に失われた。これによりフランス共和制は危機を脱した。その後、ブーランジェに逮捕状が発せられ、関係する組織は起訴されることとなった。身の危険を感じたブーランジェはベルギーに亡命し、彼を支持した勢力は急激に衰えていくことになる。

## 他の政治運動との比較
ブーランジスムは議会外の民衆運動に依拠して、反議会主義、人民投票型民主主義を標榜し、左右の諸潮流を糾合した点でボナパルティズムに似通っている。ただし、その支持基盤が大都市と北部工業地帯にほぼ限定され、都市急進運動の色彩が濃厚だったところは異なっている。

## 関連図書
ミシェル・ヴィノック著『フランス政治危機の100年－パリ・コミューンから1968年5月まで』（大嶋厚訳）吉田書店、2018年（第3章「ブーランジスム」を参照）